# Французский референдум по самоопределению Алжира (1961)
Французский референдум по самоопределению Алжира проводился 8 января 1961 года во Франции и её заморских территориях и должен был решить вопрос о самоопределении Французского Алжира. Референдум был одобрен 75 % голосов.
Вопрос, вынесенный на референдум, был следующий:
" Approuvez-vous le projet de loi soumis au peuple français par le président de la République et concernant l’autodétermination des populations algériennes et l’organisation des pouvoirs publics en Algérie avant l’autodétermination ? «
» Одобряете ли Вы законопроект, представленный французскому народу Президентом Республики относительно самоопределения алжирского населения и организации государственной власти в Алжире перед самоопределением? "

## Результаты
| Участие в референдуме:           |            |         |
| Бюллетеней опущено               | 23 986 913 | 73,76 % |
| Не голосовало                    | 8 533 320  | 26,24 % |
| Всего избирателей                | 32 520 233 | 100 %   |
| Опущенные бюллетени:             |            |         |
| Действительных                   | 23 265 444 | 96,99 % |
| Незаполненных и недействительных | 721 469    | 3,01 %  |
| Всего голосов                    | 23 986 913 | 100 %   |
| Да и Нет:                        |            |         |
| Да (за)                          | 17 447 669 | 74,99 % |
| Нет (против)                     | 5 817 775  | 25,01 % |
| Всего                            | 23 265 444 | 100 %   |

Явка составила 76 % во Франции и 59 % в Алжире. Результат за независимость Алжира был больше во Франции, чем в Алжире (75 % за во Франции против 70 % за в Алжире).